# Lysimachusa vulgaris
Lysimachusa vulgaris là một loài thực vật có hoa trong họ Anh thảo. Loài này được (L.) Pohl mô tả khoa học đầu tiên năm 1810.